# Арндт, Никиас
Никиас Арндт (нем. Nikias Arndt, род. 18 ноября 1991 года в Буххольц-ин-дер-Нордхайде, Германия) — немецкий профессиональный шоссейный велогонщик, выступающий за команду Мирового тура «Team Sunweb». Призёр чемпионата Германии.

## Достижения

### Шоссе
2010
1-й  Тур Аланьи
1-й Этап 3
1-й Этап 4 Круг Мальорки
4-й Тур Тюрингии U23
1-й Этап 6
9-й Тур Мазовии
2011
8-й Тур Тюрингии U23
1-й Этап 3
1-й Этап 4 Тур де л’Авенир
9-й Тур Греции
2012
1-й  Тур Берлина
1-й Этапы 2 (ИГ) & 3
Тур Тюрингии U23
1-й  Очковая классификация
1-й Этап 7
1-й Этап 3 Трофей Истрии
1-й  Очковая классификация Тур Болгарии
2013
3-й Арктическая гонка Норвегии
1-й  Молодёжная классификация
1-й Этап 3
2014
1-й Этап 3 Критериум Дофине
2-й  Чемпионат Германии в индивидуальной гонке
2015
1-й Этап 6 Тур Альберты
Чемпионат Германии 
2-й  Групповая гонка
2-й  Индивидуальная гонка
3-й Тур Мюнстера
2016
1-й Этап 21 Джиро д'Италия
3-й Тур Кёльна
7-й Схелдепрейс
7-й Рад ам Ринг
8-й Тур Йоркшира
2017
1-й Кэдел Эванс Грейт Оушен Роуд
2018
6-й Кэдел Эванс Грейт Оушен Роуд
2021
 Чемпионат мира — смешанная эстафета

### Трек
2011
Кубок мира (Астана)
3-й  Индивидуальное преследование
3-й  Скрэтч
2012
3-й  Омниум, Кубок мира (Пекин)

## Статистика выступлений
| Гранд-Тур       | 2013 | 2014 | 2015 | 2016 | 2017 |
| --------------- | ---- | ---- | ---- | ---- | ---- |
| Джиро д'Италия  | —    | —    | 148  | 87   | —    |
| Тур де Франс    | —    | —    | —    | —    | 84   |
| Вуэльта Испании | 136  | 102  | —    | 159  | —    |

| Сводная статистика выступления на крупных и престижных гонках | Сводная статистика выступления на крупных и престижных гонках | Сводная статистика выступления на крупных и престижных гонках | Сводная статистика выступления на крупных и престижных гонках | Сводная статистика выступления на крупных и престижных гонках | Сводная статистика выступления на крупных и престижных гонках | Сводная статистика выступления на крупных и престижных гонках | Сводная статистика выступления на крупных и престижных гонках |
| Игры и Чемпионаты                                             | Игры и Чемпионаты                                             | Игры и Чемпионаты                                             | Игры и Чемпионаты                                             | Игры и Чемпионаты                                             | Игры и Чемпионаты                                             | Игры и Чемпионаты                                             | Игры и Чемпионаты                                             |
| Гонка / Год                                                   | Гонка / Год                                                   | 2013                                                          | 2014                                                          | 2015                                                          | 2016                                                          | 2017                                                          | 2018                                                          |
| ------------------------------------------------------------- | ------------------------------------------------------------- | ------------------------------------------------------------- | ------------------------------------------------------------- | ------------------------------------------------------------- | ------------------------------------------------------------- | ------------------------------------------------------------- | ------------------------------------------------------------- |
| Чемпионат мира                                                | ГГ                                                            | —                                                             | —                                                             | —                                                             | —                                                             | 40                                                            |                                                               |
| Чемпионат мира                                                | ИГ                                                            | —                                                             | 22                                                            | 52                                                            | —                                                             | 19                                                            |                                                               |
| Чемпионат мира                                                | КГ                                                            | —                                                             | 8                                                             | 5                                                             | —                                                             | —                                                             |                                                               |
| Чемпионат Германии                                            | ГГ                                                            | 46                                                            | 60                                                            | 2                                                             | 114                                                           | 15                                                            |                                                               |
| Чемпионат Германии                                            | ИГ                                                            | 6                                                             | 2                                                             | 2                                                             | —                                                             |                                                               |                                                               |
| Монументальные гонки                                          |                                                               |                                                               |                                                               |                                                               |                                                               |                                                               |                                                               |
| Гонка / Год                                                   | Гонка / Год                                                   | 2013                                                          | 2014                                                          | 2015                                                          | 2016                                                          | 2017                                                          | 2018                                                          |
| Милан — Сан-Ремо                                              | Милан — Сан-Ремо                                              | —                                                             | —                                                             | —                                                             | НФ                                                            | 89                                                            |                                                               |
| Тур Фландрии                                                  | Тур Фландрии                                                  | 80                                                            | НФ                                                            | 82                                                            | НФ                                                            | 28                                                            |                                                               |
| Париж — Рубе                                                  | Париж — Рубе                                                  | —                                                             | 100                                                           | 125                                                           | 29                                                            | 71                                                            |                                                               |
| Льеж — Бастонь — Льеж                                         | Льеж — Бастонь — Льеж                                         | —                                                             | —                                                             | —                                                             | —                                                             | —                                                             |                                                               |
| Джиро ди Ломбардия                                            | Джиро ди Ломбардия                                            | —                                                             | —                                                             | —                                                             | —                                                             | —                                                             |                                                               |
| Одноднвные гонки                                              |                                                               |                                                               |                                                               |                                                               |                                                               |                                                               |                                                               |
| Гонка / Год                                                   | Гонка / Год                                                   | 2013                                                          | 2014                                                          | 2015                                                          | 2016                                                          | 2017                                                          | 2018                                                          |
| E3 Харелбеке                                                  | E3 Харелбеке                                                  | НФ                                                            | —                                                             | НФ                                                            | —                                                             | —                                                             |                                                               |
| Гент — Вевельгем                                              | Гент — Вевельгем                                              | НФ                                                            | 99                                                            | НФ                                                            | —                                                             | НФ                                                            |                                                               |
| Классика Гамбурга                                             | Классика Гамбурга                                             | —                                                             | —                                                             | 39                                                            | —                                                             | 128                                                           |                                                               |
| Гран-при Плуэ                                                 | Гран-при Плуэ                                                 | —                                                             | —                                                             | —                                                             | —                                                             | 107                                                           |                                                               |
| Гран-при Квебека                                              | Гран-при Квебека                                              | —                                                             | —                                                             | НФ                                                            | —                                                             | 103                                                           |                                                               |
| Гран-при Монреаля                                             | Гран-при Монреаля                                             | —                                                             | —                                                             | НФ                                                            | —                                                             | НФ                                                            |                                                               |
| Грейт Оушен Роуд                                              | Грейт Оушен Роуд                                              | —                                                             | —                                                             | —                                                             | —                                                             | 1                                                             |                                                               |
| Схелдепрейс                                                   | Схелдепрейс                                                   | 104                                                           | 106                                                           | 121                                                           | 7                                                             | —                                                             |                                                               |
| Эшборн — Франкфурт                                            | Эшборн — Франкфурт                                            | НФ                                                            | НФ                                                            | —                                                             | —                                                             | 50                                                            |                                                               |
| Париж — Тур                                                   | Париж — Тур                                                   | 139                                                           | 130                                                           | 60                                                            | —                                                             | —                                                             |                                                               |
| Кюрне — Брюссель — Кюрне                                      | Кюрне — Брюссель — Кюрне                                      | —                                                             | НФ                                                            | —                                                             | НФ                                                            | —                                                             |                                                               |
| Омлоп Хет Ниувсблад                                           | Омлоп Хет Ниувсблад                                           | —                                                             | —                                                             | НФ                                                            | —                                                             | —                                                             |                                                               |
| Лондон — Суррей Классик                                       | Лондон — Суррей Классик                                       | —                                                             | —                                                             | —                                                             | —                                                             | 52                                                            |                                                               |
| Многодневные гонки                                            |                                                               |                                                               |                                                               |                                                               |                                                               |                                                               |                                                               |
| Гонка / Год                                                   | Гонка / Год                                                   | 2013                                                          | 2014                                                          | 2015                                                          | 2016                                                          | 2017                                                          | 2018                                                          |
| Критериум Дофине                                              | Критериум Дофине                                              | 108                                                           | 91                                                            | —                                                             | —                                                             | —                                                             |                                                               |
| Тур Даун Андер                                                | Тур Даун Андер                                                | —                                                             | 102                                                           | —                                                             | —                                                             | 98                                                            |                                                               |
| Тиррено — Адриатико                                           | Тиррено — Адриатико                                           | —                                                             | 123                                                           | 71                                                            | 75                                                            | —                                                             |                                                               |
| Тур Польши                                                    | Тур Польши                                                    | —                                                             | 80                                                            | НC-5                                                          | НФ-5                                                          | —                                                             |                                                               |
| Тур Швейцарии                                                 | Тур Швейцарии                                                 | —                                                             | —                                                             | НФ-8                                                          | —                                                             | 62                                                            |                                                               |
| Энеко Тур                                                     | Энеко Тур                                                     | —                                                             | —                                                             | 14                                                            | —                                                             | —                                                             |                                                               |
| Вуэльта Каталонии                                             | Вуэльта Каталонии                                             | —                                                             | —                                                             | —                                                             | 122                                                           | —                                                             |                                                               |
| Париж — Ницца                                                 | Париж — Ницца                                                 | —                                                             | —                                                             | —                                                             | —                                                             | 91                                                            |                                                               |
| Тур Катара                                                    | Тур Катара                                                    | 60                                                            | —                                                             | 16                                                            | —                                                             | —                                                             |                                                               |
| Тур Омана                                                     | Тур Омана                                                     | 70                                                            | —                                                             | 85                                                            | —                                                             | —                                                             |                                                               |
| Три дня Западной Фландрии                                     | Три дня Западной Фландрии                                     | 116                                                           | —                                                             | —                                                             | —                                                             | —                                                             |                                                               |
| Три дня Де-Панне                                              | Три дня Де-Панне                                              | 18                                                            | —                                                             | —                                                             | —                                                             | —                                                             |                                                               |
| Тур Турции                                                    | Тур Турции                                                    | 55                                                            | —                                                             | —                                                             | —                                                             | —                                                             |                                                               |
| Тур Баварии                                                   | Тур Баварии                                                   | 31                                                            | 49                                                            | —                                                             | —                                                             | —                                                             |                                                               |
| Арктическая гонка Норвегии                                    | Арктическая гонка Норвегии                                    | 3                                                             | —                                                             | —                                                             | —                                                             | —                                                             |                                                               |
| Четыре дня Дюнкерка                                           | Четыре дня Дюнкерка                                           | —                                                             | 15                                                            | —                                                             | —                                                             | —                                                             |                                                               |
| Вуэльта Андалусии                                             | Вуэльта Андалусии                                             | —                                                             | 108                                                           | —                                                             | —                                                             | —                                                             |                                                               |
| Тур Альберты                                                  | Тур Альберты                                                  | —                                                             | —                                                             | 57                                                            | —                                                             | —                                                             |                                                               |
| Тур Йоркшира                                                  | Тур Йоркшира                                                  | —                                                             | —                                                             | —                                                             | 8                                                             | —                                                             |                                                               |
| Гранд-Туры                                                    |                                                               |                                                               |                                                               |                                                               |                                                               |                                                               |                                                               |
| Гонка / Год                                                   | Гонка / Год                                                   | 2013                                                          | 2014                                                          | 2015                                                          | 2016                                                          | 2017                                                          | 2018                                                          |
| Джиро д'Италия                                                | Джиро д'Италия                                                |                                                               |                                                               | 148                                                           | 87                                                            |                                                               |                                                               |
| Тур де Франс                                                  | Тур де Франс                                                  |                                                               |                                                               |                                                               |                                                               | 84                                                            |                                                               |
| Вуэльта Испании                                               | Вуэльта Испании                                               | 136                                                           | 102                                                           |                                                               | 159                                                           |                                                               |                                                               |